# تریگو رینسکویگ
تریگو رینسکویگ (انگلیسی: Trygve Reenskaug؛ زادهٔ ۲۱ ژوئن ۱۹۳۰ – درگذشتهٔ ۱۴ ژوئن ۲۰۲۴) دانشمند در زمینهٔ علوم رایانه اهل نروژ بود.